# Новіна (Вармінсько-Мазурське воєводство)
Новіна (пол. Nowina, нім. Neuendorf auf der Höhe) — село в Польщі, у гміні Ельблонґ Ельблонзького повіту Вармінсько-Мазурського воєводства.
Населення — 246 осіб (2011).
У 1975-1998 роках село належало до Ельблонзького воєводства.

## Демографія
Демографічна структура станом на 31 березня 2011 року:
|          | Загалом | Допрацездатний вік | Працездатний вік | Постпрацездатний вік |
| -------- | ------- | ------------------ | ---------------- | -------------------- |
| Чоловіки | 127     | 33                 | 85               | 9                    |
| Жінки    | 119     | 25                 | 80               | 14                   |
| Разом    | 246     | 58                 | 165              | 23                   |